# Nonciature apostolique en Zambie
La nonciature apostolique en Zambie est la représentation diplomatique du Saint-Siège auprès de la République de Zambie. Elle fait également office d’instance ecclésiastique de l’Église catholique dans le pays. Le représentant du Saint-Siège y porte le titre de nonce apostolique, avec rang d’ambassadeur.
Traditionnellement, le monce apostolique en Zambie est aussi nommé nonce apostolique au Malawi, cumulant ainsi les deux fonctions.

## Liste des représentants pontificaux
Pro-nonces apostoliques
- Alfredo Poledrini (en) (27 octobre 1965 - 20 septembre 1971), également archevêque titulaire de Vazari (de)
- Luciano Angeloni (24 décembre 1970[1] - 25 novembre 1978)[2], également archevêque titulaire de Vibo (de)
- Giorgio Zur (5 février 1979[3] - 3 mai 1985), également archevêque titulaire de Sesta
- Eugenio Sbarbaro (14 septembre 1985 - 7 février 1991), également archevêque titulaire de Tiddi (de)

Nonces apostoliques
- Giuseppe Leanza (4 juin 1991 - 29 avril 1999), également archevêque titulaire de Lilybaeum (de)
- Orlando Antonini (24 juillet 1999 - 16 novembre 2005)[4], également archevêque titulaire de Formiae (de)
- Nicolas Girasoli (24 janvier 2006  - 29 octobre 2011), également archevêque titulaire d'Egnazia Appula
- Julio Murat (27 janvier 2012  - 24 mars 2018), également archevêque titulaire d'Orange (de)
- Gianfranco Gallone (2 février 2019  – 3 janvier 2023)[5], également archevêque titulaire de Motula (de)
- Gian Luca Perici (en) (5 juin 2023[6] – présent), également archevêque titulaire de Volsinium (de)